# Dartford
Dartford este un oraș și un district ne-metropolitan situat în Regatul Unit, în comitatul Kent, regiunea South East, Anglia. Districtul are o populație de 89.900 locuitori, dintre care 85.911 locuiesc în orașul propriu zis Dartford.

## Orașe din cadrul districtului
- Dartford

## Personalități născute aici
- Adam Curtis (n. 1955), producător de filme documentare.